# 東通村立東通中学校
東通村立東通中学校（ひがしどおりそんりつ ひがしどおりちゅうがっこう）は、青森県下北郡東通村大字砂子又にある公立中学校。

## 概要
- 本校は、村中心部の砂子又地区にあり、村内全域を学区としている。

## 沿革
- 2008年（平成20年）
  - 3月 - 校歌・校章制定。
  - 4月1日 - 北部・南部・小田野沢の各中学校が統合し、開校。
  - 4月7日 - 開校式と第1回入学式挙行。
  - 5月7日 - 野球場と陸上競技場が完成。
  - 10月20日 - 玄関前ロータリー・外構芝完成。
  - 11月11日 - 落成式挙行、落成祝賀会開催。
- 2009年（平成21年）
  - 3月5日 - 第1回卒業証書授与式挙行。
  - 3月29日 - 小学校をつなぐ渡り廊下完成。
  - 4月1日 - 小中一貫教育開始。
- 2010年（平成22年）11月19日 - 小中一貫教育自主公開発表。
- 2018年（平成30年）3月28日 - 体育館放射能防護化対策工事完了。

## 周辺
- 東通村立東通小学校
- こども園ひがしどおり
- 東通村こどもセンター
  - 本校と上記3施設で、『東通学園』を構成している[1]。
- 東通村役場
- 東通村体育館
- 健康福祉センター野花菖蒲の里
- むつ警察署砂子又警察官駐在所
- 国道338号

## アクセス
- 下北交通泊線「東通森林組合」バス停下車後、徒歩約400m、約6分。
- 下北交通東通庁舎線「野花菖蒲ノ里」バス停下車後、徒歩約1.5km、徒歩約23分（直線距離だと近いが、道路の関係で遠回りとなる。）